# آدی مایک
آدی مایک (انگلیسی: Adie Mike؛ زادهٔ ۱۶ نوامبر ۱۹۷۳) بازیکن فوتبال اهل بریتانیا است.
از باشگاه‌هایی که در آن بازی کرده‌است می‌توان به باشگاه فوتبال دونکستر راورز، باشگاه فوتبال هارتل پول یونایتد، باشگاه فوتبال کلیفتون‌ویل، باشگاه فوتبال استوک‌پورت کانتی، باشگاه فوتبال بری، باشگاه فوتبال لینکولن سیتی، باشگاه فوتبال استالی‌بریج سلتیک، باشگاه فوتبال ساوتپورت، باشگاه فوتبال منچستر سیتی، باشگاه فوتبال گینزبورو ترینیتی، باشگاه فوتبال درویلزدن، باشگاه فوتبال نورتویچ ویکتوریا، باشگاه فوتبال لینشوپینگ، و باشگاه فوتبال لیک تاون اشاره کرد.